# Новоселля (Ломоносовський район)
Новоселля (рос. Новоселье) — міське селище у Ломоносовському районі Ленінградської області Російської Федерації.
Населення становить 5417 осіб. Належить до муніципального утворення Аннинське сільське поселення.

## Географія
Населений пункт розташований на західній околиці міста Санкт-Петербурга.

## Історія
Населений пункт розташований на історичній землі Іжорія.
Згідно із законом від 24 грудня 2004 року № 117-оз належить до муніципального утворення Аннинське сільське поселення.

## Населення
| 1862 | 2007  | 2010  | 2018  | 2019  | 2020  |
| ---- | ----- | ----- | ----- | ----- | ----- |
| 22   | ↗2613 | ↗2810 | ↗3846 | ↗4551 | ↗5417 |